# Robert Peel
Sir Robert Peel, II Baronet, (Ramsbottom, Lancashire, 5 de febrero de 1788-2 de julio de 1850) fue un estadista y político británico, uno de los fundadores del actual Partido Conservador y  primer ministro del Reino Unido en dos ocasiones (1834-35 y 1841-46). Se le considera el padre de la Policía moderna, debido a que aprobó la ley Metropolitan Police Act 1829. Esta ley se convertiría en modelo para futuros departamentos de policía de la gran mayoría de países del mundo.

## Biografía
Peel nació en la localidad de Ramsbottom, Lancashire, Inglaterra, en una familia acomodada de la burguesía. Su padre era Sir Robert Peel, 1.er Barónet,  uno de los fabricantes textiles más ricos de la primera Revolución Industrial y miembro del Parlamento. Peel fue educado primero en la Hipperholme Grammar School y luego en la Harrow School y, finalmente, en la Christ Church, de la Universidad de Oxford, donde se licenció en estudios clásicos y matemáticas. También se cree que asistió brevemente a la Bury Grammar School. Mientras vivía en Tamworth, se le atribuye el desarrollo de la raza de cerdo Tamworth resultado del cruce de ganado irlandés con algunos cerdos locales de Tamworth.
Entró en política a los 21 años, como miembro del parlamento por el distrito  irlandés de Cashel City, Tipperary. Durante la primera década de su vida política, ejerció entre otros como ministro de Irlanda (1812–1818). En este cargo, en 1814 creó el cuerpo de policía de Irlanda, el Royal Irish Constabulary, cuyos efectivos fueron llamados, despectivamente, «peelers», un apodo que más tarde, cuando en 1828, reorganizó el cuerpo de policía de Londres (los Bow Street Runners) sería de nuevo usado para referirse también a estos policías.
Peel fue considerado una de las estrellas emergentes del partido Tory, entrando por primera vez en el gobierno en 1822 como ministro de Interior, cargo que hasta 1830 desempeñó en diversos gobiernos. Como tal, introdujo una serie de importantes reformas en la legislación penal británica. La más destacada fue la creación de la London Metropolitan Police (Policía Metropolitana de Londres), posiblemente el primer cuerpo de policía moderno y precedente de Scotland Yard. De ese trabajo se derivan los célebres principios policiales de Peel, aunque se duda de su autoría. 
También promovió cambios en el Código penal para reducir el número de delitos castigados con la pena capital y reformó el sistema carcelario, introduciendo el pago a los carceleros y la educación para los reclusos en la Ley de cárceles de 1823.

### Secretario del Interior
Después de un breve período fuera del cargo, regresó como secretario del Interior bajo su mentor político, el duque de Wellington (1828-1830), sirviendo también como Líder de la Cámara de los Comunes. Inicialmente, partidario de la discriminación legal contra los católicos, Peel dio marcha atrás y apoyó la derogación de 1828 de la Test Act, alegando que "aunque emancipación era un gran peligro, los conflictos civiles eran un peligro mayor".

### Primer ministro
Fue nombrado primer ministro en 1834, como declaración de política en las elecciones generales de enero de 1835, Peel emitió el Manifiesto de Tamworth. Este documento fue la base sobre la cual se fundó el moderno Partido Conservador
Pasó 100 días después a la oposición y evolucionó hacia el liberalismo, volvió a ser primer ministro entre 1841 y 1846, actuando en colaboración con el partido whig.
Durante su segundo mandato, Peel dirigió la agresiva política británica durante la guerra del opio en China, firmando el 29 de agosto de 1842 el Tratado de Nankín, que puso fin a la primera guerra del Opio entre Gran Bretaña y la dinastía Qing de China, lo que llevó a los chinos a ceder la isla de Hong Kong a los británicos y acordar una mayor apertura económica.
Debido a una recesión económica en 1842, reformó el sistema fiscal con la creación del Income-tax. Fue el primer impuesto sobre la renta en Gran Bretaña fuera de la guerra.
En 1843 Peel fue el objeto de un intento fallido de asesinato por un tornero escocés llamado Daniel M'Naghten lo acosó durante varios días antes de matar accidentalmente al secretario personal de Peel, Edward Drummond.
En 1844, mediante la Ley de Banca, estableció restricciones a la emisión de billetes por bancos privados, a los que se exigía una  reserva de un 100% en oro y amplió las potestades de emisión del Banco de Inglaterra.
También en 1844 crea la Ley de fábricas de 1844 que restringe el número de horas que los niños y las mujeres podían trabajar en una fábrica y establecer normas de seguridad rudimentarias para la maquinaria y apoyó a Lord Ashley, un parlamentario británico, con la Ley de minas de carbón.
Pero la ley más destacable de su segundo mandato como primer ministro fue la que le llevó a su destitución. Peel se erigió en defensor del librecambismo económico y en contra de los terratenientes, aboliendo las Corn Laws en 1846, que apoyaban a los agricultores al restringir la importación de cereales. Esta ruptura radical con el proteccionismo conservador, le enfrentó abiertamente con una facción de su partido, encabezada por Disraeli. Con su política librecambista trató de paliar la gran hambruna irlandesa obteniendo un resultado completamente contrario.

## Muerte y legado
Peel fue arrojado de su caballo mientras montaba en la Constitution Hill de Londres el 29 de junio de 1850. El caballo tropezó encima de él y murió tres días después por complicaciones, el 2 de julio a la edad de 62 años.
Sus seguidores los Peelites, liderados por Lord Aberdeen y William Gladstone, se fusionaron con los Whigs en el Partido Liberal.

El historiador económico Charles Read ha analizado las políticas económicas de Peel como:
(i) Fijar el valor de la moneda británica a un patrón oro, con la libra de papel moneda libremente convertible en oro.
(ii) Un suministro limitado de billetes basado en una relación fija con la reserva de oro del Reino Unido.
(iii) Libre movimiento de flujos de lingotes desde 1819 y menores aranceles de importación de alimentos y materias primas desde 1842 (a menudo denominado vagamente libre comercio).

(iv) Control de tasas de interés y un presupuesto equilibrado para reducir la deuda nacional.
Un estudio de 2021 en The Economic Journal encontró que la derogación de las leyes del maíz afectó negativamente el bienestar del 10% superior de los perceptores de ingresos en Gran Bretaña, mientras que el 90% inferior de los perceptores de ingresos, se benefició.

## Leyes Peel
Las leyes Peel (Peel's Acts) eran leyes del Parlamento del Reino Unido, que consolidaron disposiciones de un gran número de estatutos anteriores que luego fueron derogados. El objetivo de simplificar el derecho penal británico se atribuye a Peel, quien, en su rol como ministro del Interior, respaldó estas iniciativas.

## Representaciones
Peel aparece en la portada de The Beatles Sgt. Pepper's Lonely Hearts Club Band .